# Збірна Грузії з регбі
Збірна Грузії з регбі — спортивна команда, що представляє Грузію в міжнародних змаганнях за правилами Регбійного союзу. Команда відома як лело. Упродовж перших десятиліть 21 століття збірна Грузії є найсильнішою командою Східної Європи. У міжнародній класифікації вона належить до команд другого рівня. Зазвичай збірна Грузії грає в Кубку європейських націй і є багаторазовим його переможцем. Вона також брала участь у 4 чемпіонатах світу, починаючи з 2003 року. Найкраще її досягнення — третє місце в підгрупі, здобуте на чемпіонаті світу 2015.
Більшість гравців збірної Грузії на клубному рівні грають у Франції, в Топ 14 та нижчих лігах.